# Miren Agur Meabe Plaza
Miren Agur Meabe Plaza (Lekeitio, 7 d'octubre de 1962) és una traductora i escriptora basca.

## Biografia
Meabe, diplomada en Magisteri i llicenciada en Filologia basca, ha dirigit l'editorial Giltza-Edebé al País Basc. Com a escriptora, la seva obra es desenvolupa al voltant de la poesia i la literatura infantil i juvenil —gènere amb el qual ha estat més reconeguda—, tot i que també contempla la narració. Diverses de les seves obres han estat traduïdes al català, castellà i gallec. Ha estat guardonada amb diversos premis: el Premi Ajuntament de Lasarte-Oria per Oi hondarrezko emaikaitz el 1991, que no va ser publicat fins al 1999; el Premi Euskadi de Literatura Infantil i Juvenil els anys 2002, 2006 i 2011 per les obres Itsaslabarreko etxea, Urtebete itsasargian i Errepidea respectivament, i dues vegades el Premi de la Crítica de poesia en basc, el 2001 i el 2003, per Azalaren kodea i Bitsa eskuetan. El 2021 va rebre el premi Nacional de poesia de les Lletres Espanyoles pel poemari Nola gorde errautsak kolkoan. Fou la primera vegada que una obra en basc obtingué aquest premi.

## Obra
D'entre la seva obra com a autora es poden esmentar:
Literatura infantil i juvenil
- Iraila (1984; Sustraia).
- Nerudaren zazpigarren maitasun olerkiari begira (1985; Sustraia).
- Arratsezko poemak (1987)
- Peneloperen poemak (1989; Idatz & Mintz).
- Oi, hondarrezko emakaitz! (1999, Labayru).
- Ihesaren kantua (2000; Idatz & Mintz).
- Azalaren kodea (2000; Susa). Traduïda al català com a El codi de la pell.
- Bitsa eskuetan (2010; Susa).

Poesia
- Uneka... Gaba (1986).
- Bisita (2001; Gara).
- Itsaslabarreko etxea (2001; Aizkorri).
- Joanes eta Bioletaren bihotza (2002; Elkar).
- Etxe bitan bizi naiz, eta zer? (2003; Elkar). Traduïda al català com a Visc en dues cases.
- Nola zuzendu andereño gaizto bat (2003; Giltza).
- Urtebete itsasargian (2006; Elkar).
- Nola gorde errautsa kolkoan (2020; Susa)

Narrativa
- Uneka... gaba (1996; Labayru)
- Zer da, ba, maitasuna (2008; Elkar). Traduïda al català com a Què és l'amor sinó...?.
- Mila magnolia lore (2010; Gero)
- Kristalezko begi bat (2013; Susa). Traduïda al català com a Un ull de vidre.